# Santiago Astrain
Santiago Astraín Castro (1918-2008), ingeniero chileno, pionero en el desarrollo de los satélites geoestacionarios. Fue primer gerente de la Empresa Nacional de Telecomunicaciones de Chile (Entel Chile) y director internacional del consorcio satelital Intelsat.

## Biografía
Nació en San Fernando, Colchagua, el 25 de diciembre de 1918. Se trasladó a Santiago para estudiar en el Internado Nacional Barros Arana y en la Universidad de Chile. En 1943 egresó de ella con el título de Ingeniero Civil Electricista. En 1942, mientras  se encontraba estudiando en la escuela de Ingeniería, comenzó a trabajar para la Corfo, lo que le permitió viajar a Estados Unidos para recibir equipos para las centrales hidroeléctricas nacionales Sauzal y Abanico.
Desde 1946 Astrain ejerció cargos en Endesa, alcanzando el cargo de jefe de la división de ingeniería en 1957, jefe de la oficina de Nueva York en 1960 y subgerente de la sede en Santiago en 1962. También participó en el Consejo Nacional de la Vivienda.
Junto con Raúl Sáez y otros ingenieros nacionales dio origen a Entel. En 1965 asumió su gerencia ejecutiva, cargo en el que mantuvo hasta 1970 y desde el cual impulsó la creación de la red troncal de microondas entre Arica y Chiloé. Posteriormente montó la primera estación satelital de América Latina en Longovilo.
Entre 1969 y 1971 fue delegado plenipotenciario de Chile a la conferencia internacional que dio origen a Intelsat. Fue su primer secretario general desde 1973 y luego primer director general, puesto que ejerció entre 1976 y 1983.
Entre los premios que obtuvo se cuentan el del Colegio de Ingenieros 2004, la medalla de oro del Instituto de Ingenieros en Chile, y el galardón de la Federación Internacional de Astronáutica en 1979.
Santiago Astrain se desempeñó durante 25 años como académico de la Escuela de Ingeniería de la Universidad de Chile. Destacó como profesor de teoría eléctrica, ingeniería eléctrica y sistemas eléctricos.
En 2001 obtuvo el primer premio por logros de toda una vida de la Fundación Arthur C. Clarke. El presidente de la entidad, John McLucas, destacó que tal como C. Clarke había tenido la visión de los satélites geoestacionarios, Astrain había hecho esa ciencia ficción una realidad.
Falleció debido a las complicaciones derivadas de un linfoma en Gaithersburg, Maryland (Estados Unidos), el 4 de junio de 2008 a los 89 años